# Burgstall Neuhaus (Pierbach)
Der Burgstall Neuhaus befindet sich im Naarntal in der Gemeinde Pierbach im Bezirk Freistadt in Oberösterreich. Die mittelalterliche Befestigung lag dort inmitten einer Flussschleife der Großen Naarn auf einem Felsen.

## Lage
Der Neuhauser Burgstall liegt im Tal der Großen Naarn auf einem nach drei Seiten steil abfallenden Geländesporn etwa zwischen den Häusern Pierbach, Naarntal Nr. 4 (jüngeres Wohnhaus) und Naarntal Nr. 5, der früheren Hammerschmiede Neuhaus (nun ein stilvolles Blossstein-Gebäude samt kleinem Schmiedegebäude, dessen ehemalige Wasserkraftanlage aber gänzlich einplaniert ist). Das Ensemble wird im großen Bogen von der Großen Naarn umflossen.

## Beschreibung
Der Zugang zum Burgstall ist vom Talboden aus auf Wegspuren ab dem Hammerschmiedegebäude aufsteigend durch den lichten Wald möglich. Beschilderung fehlt. Im Bereich der Vorburg sind die Bäume in größerem Umfang gefällt (2023). Im Hochburgbereich blieb aber der lichte Waldbewuchs erhalten.
Auffällig sichtbar ist der noch immer 6 m tiefe und aus dem Granitfelsen herausgehauene Abschnittsgraben zwischen Vorburgplateau im Osten und eigentlichem Hochburgplateau im Westen. Die Hochburg bzw. deren Plateau liegt etwa 31 m über dem Talboden. Abgeplattete Granitfelsen kennzeichnen es. Nach Süden, Westen und Norden ist es von steilen Felsen geschützt. An den Plateaurändern zu finden sind längliche, in den Fels eingestemmte „Stufen“. Diese sind typischerweise als Auflager von Holzbalken oder Widerlager von Mauern der Hochburg zu deuten. Dazu kommen wenige Reste von Steinmauern. Burgenforscher Alfred Höllhuber, der auch Neuhaus untersuchte, deutete alles in Anlehnung an den Ortsnamen Neuhaus als eine ursprüngliche Holzburg eines Freibauern, die in darauffolgender Zeit zu einem in Stein ausgeführten befestigten Sitz (Haus) eines Kleinadeligen (eines Amtsträgers der Herrschaft) umgebaut wurde. Leider fehlt jede Beurkundung. Selbst der Name Neuhaus könnte diskutiert werden.
Bundesdenkmalamt Fundstellennummer AT-4-0013310 (Befestigung, Mittelalter).

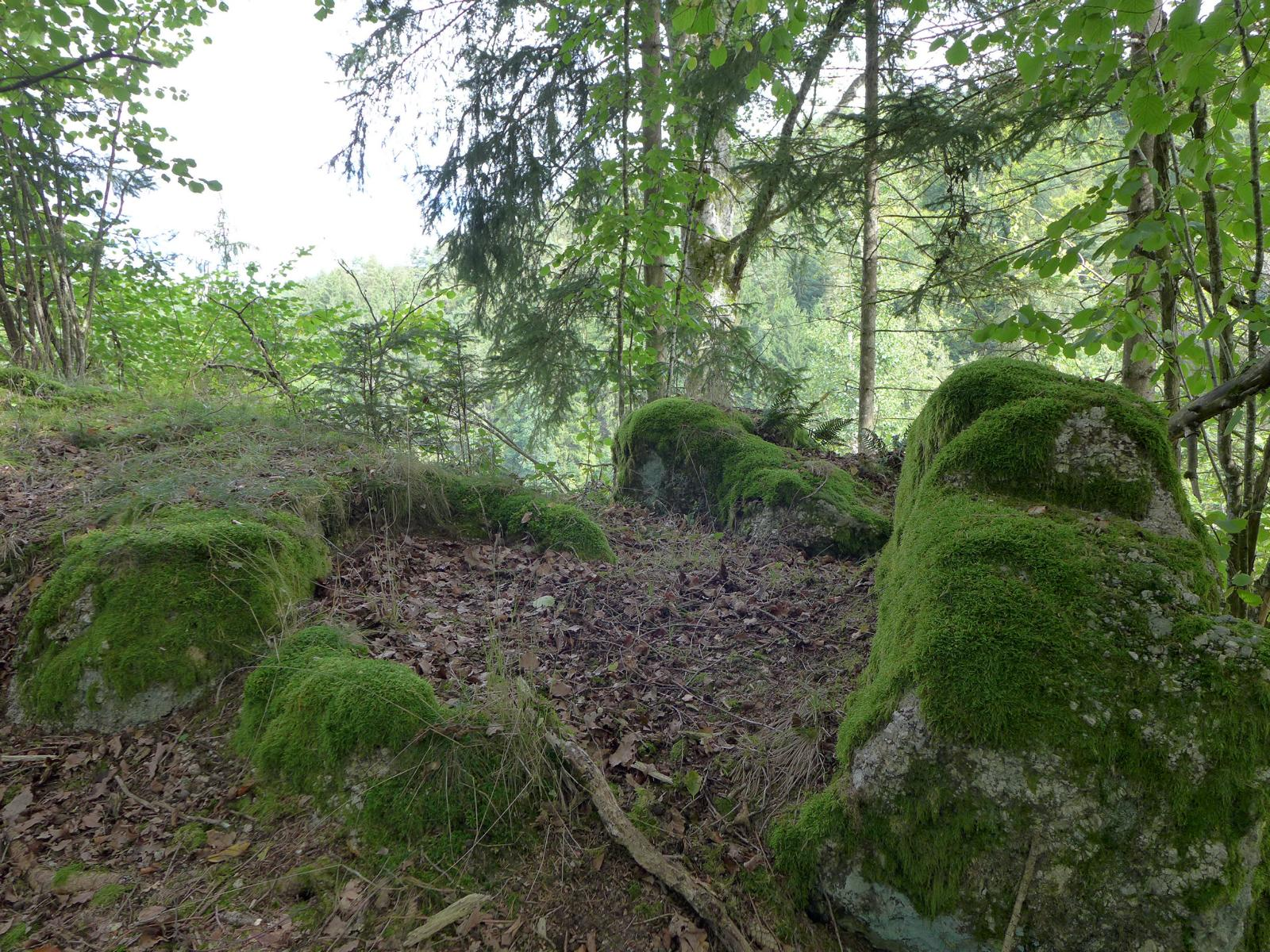
Hochburgplateau. Granitfelsen
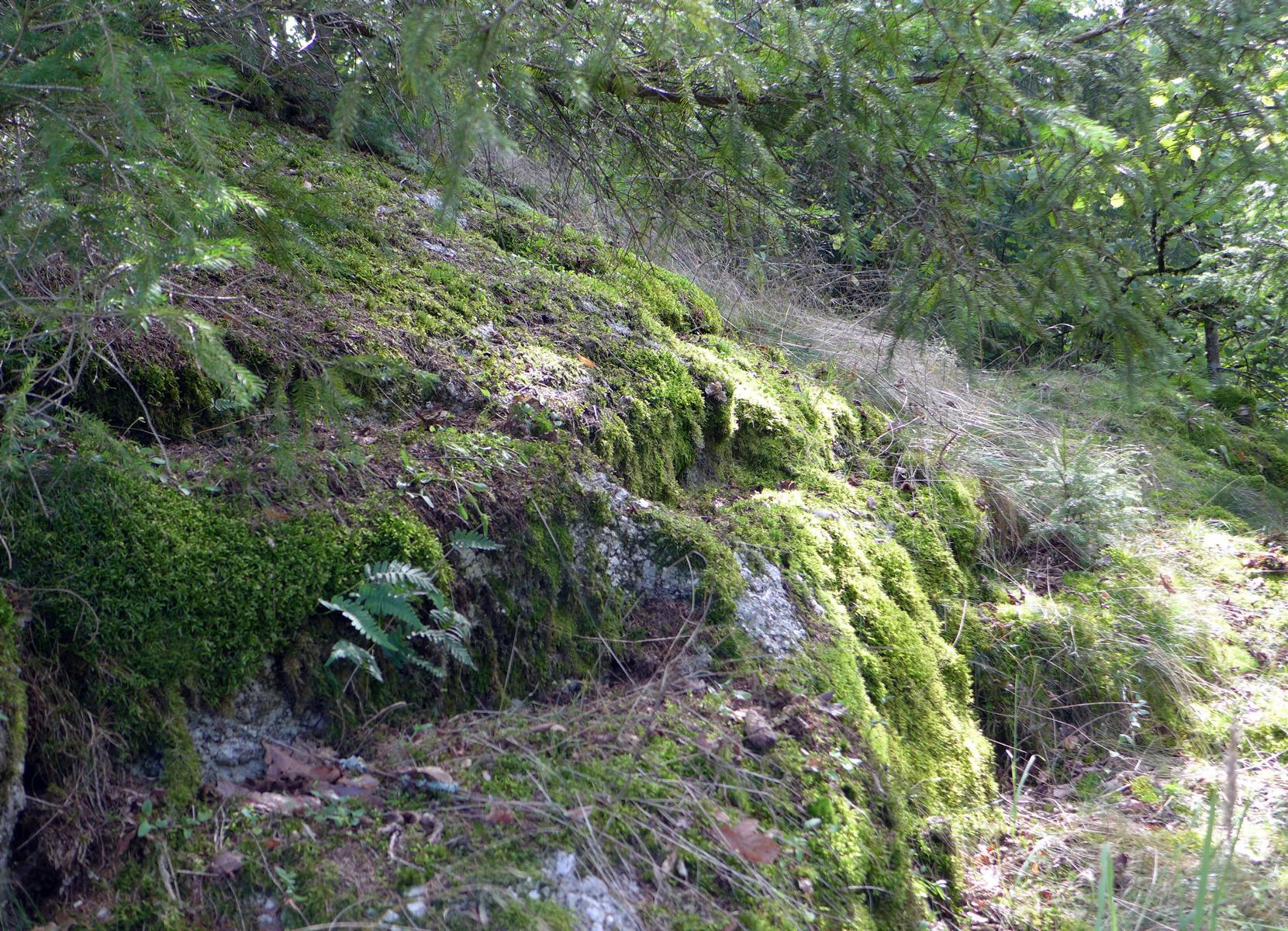
Hochburgplateau. Eingestemmte „Stufen“
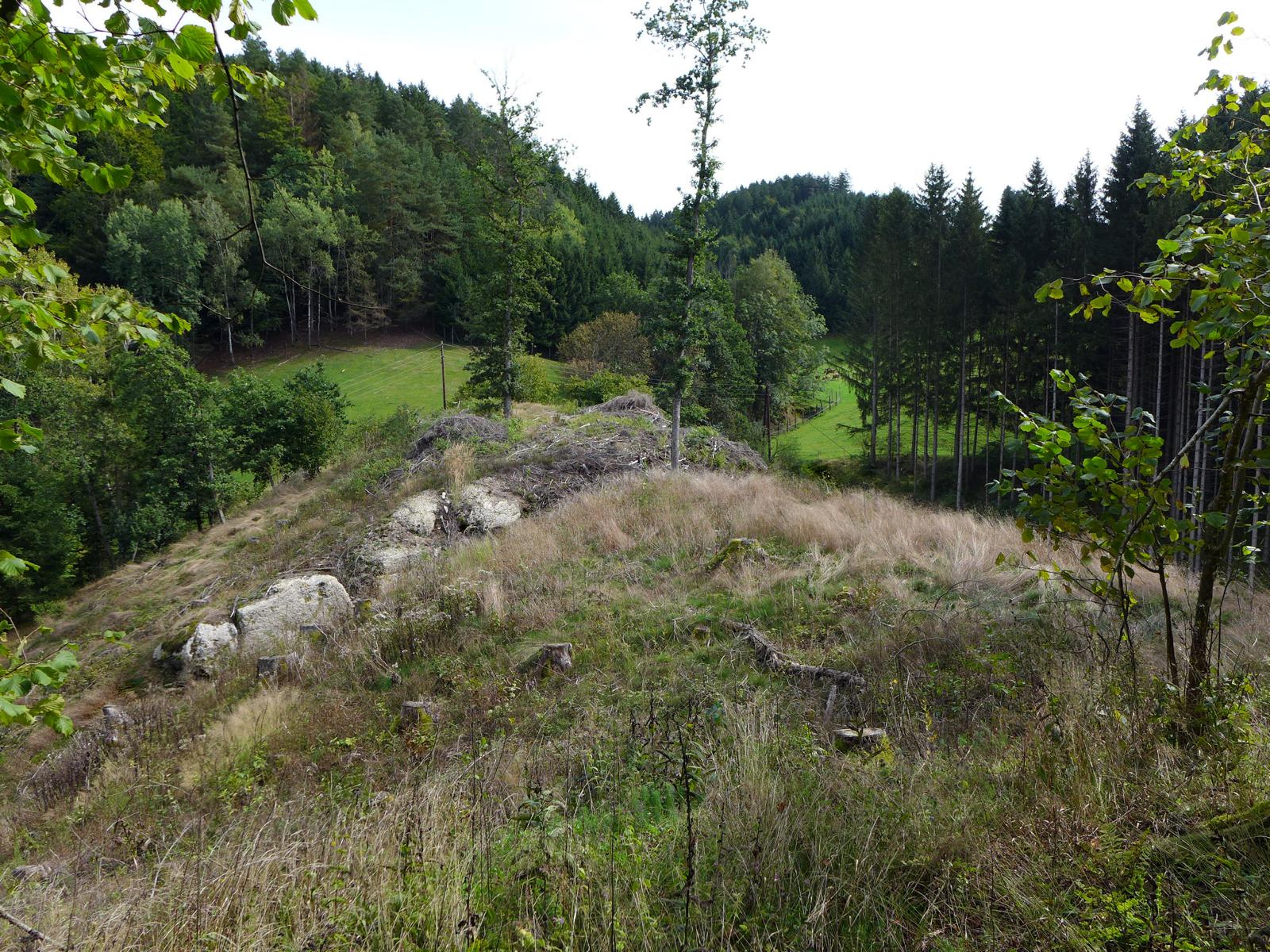
Vorburgbereich. Felsiger Abschnittsgraben